# Betsy Nye
Pour les articles homonymes, voir Nye.
Betsy Nye est une athlète américaine née en septembre 1964. Spécialiste de l'ultra-trail, elle détient le record de victoires sur la Wasatch Front 100 Mile Endurance Run, qu'elle a remporté à six reprises en 2001, 2002, 2003, 2006, 2008 et 2009. Elle a également remporté la Hardrock 100 et la Bear 100 Mile Endurance Run en 2003.

## Résultats
| no  | féminin            | Course            | Longueur | Départ            | Temps            |
| --- | ------------------ | ----------------- | -------- | ----------------- | ---------------- |
| 18e | Médaille de bronze | Hardrock 100      | 100 mi   | 9 juillet 1999    | 35 h 19 min 20 s |
| 15e | Médaille de bronze | Hardrock 100      | 100 mi   | 7 juillet 2000    | 34 h 35 min 33 s |
| 15e | Médaille de bronze | Wasatch Front 100 | 100 mi   | 9 septembre 2000  | 25 h 26 min 31 s |
| 24e | Médaille de bronze | Miwok 100K        | 100 km   | 5 mai 2001        | 11 h 10 min 41 s |
| 14e | Médaille de bronze | Hardrock 100      | 100 mi   | 13 juillet 2001   | 33 h 48 min 53 s |
| 11e | Médaille d'or      | Wasatch Front 100 | 100 mi   | 8 septembre 2001  | 26 h 17 min 29 s |
| 20e | Médaille d'or      | Wasatch Front 100 | 100 mi   | 7 septembre 2002  | 26 h 34 min 08 s |
| 8e  | Médaille d'or      | Hardrock 100      | 100 mi   | 11 juillet 2003   | 33 h 02 min 28 s |
| 18e | Médaille d'or      | Wasatch Front 100 | 100 mi   | 6 septembre 2003  | 26 h 36 min 53 s |
| 7e  | Médaille d'or      | Bear 100          | 100 mi   | 26 septembre 2003 | 25 h 50 min 56 s |
| 18e | Médaille d'argent  | Wasatch Front 100 | 100 mi   | 10 septembre 2005 | 25 h 26 min 18 s |
| 9e  | Médaille d'argent  | Hardrock 100      | 100 mi   | 14 juillet 2006   | 32 h 52 min 09 s |
| 19e | Médaille d'or      | Wasatch Front 100 | 100 mi   | 9 septembre 2006  | 26 h 20 min 02 s |
| 20e | Médaille de bronze | Hardrock 100      | 100 mi   | 13 juillet 2007   | 33 h 39 min 28 s |
| 17e | Médaille d'argent  | Wasatch Front 100 | 100 mi   | 8 septembre 2007  | 26 h 35 min 31 s |
| 22e | Médaille de bronze | Hardrock 100      | 100 mi   | 11 juillet 2008   | 36 h 08 min 23 s |
| 15e | Médaille d'or      | Wasatch Front 100 | 100 mi   | 6 septembre 2008  | 25 h 36 min 56 s |
| 10e | Médaille d'or      | Wasatch Front 100 | 100 mi   | 12 septembre 2009 | 23 h 15 min 18 s |
| 15e | Médaille de bronze | Hardrock 100      | 100 mi   | 9 juillet 2010    | 32 h 32 min 00 s |
| 14e | Médaille de bronze | San Diego 100     | 100 mi   | 11 juin 2011      | 22 h 44 min 20 s |
| 38e | Médaille de bronze | Hardrock 100      | 100 mi   | 8 juillet 2011    | 39 h 17 min 00 s |
| 29e | Médaille de bronze | Hardrock 100      | 100 mi   | 12 juillet 2013   | 36 h 46 min 42 s |
| 59e | Médaille de bronze | Hardrock 100      | 100 mi   | 11 juillet 2014   | 42 h 22 min 12 s |